# Монети середньовічного Тифлісу (Джучиди)
Монети середньовічного Тифлісу (монгольська та російська назва міста Тбілісі (груз. თბილისი) за часів недовгого панування джучида Джанібека (1342–1357) в Хорасані. Під час його походу через Тифліс (перс. تیفلیس) на Ширван (1356—1357), карбувалися срібні подвійні дирхами з його ім'ям та згодом з ім'ям його сина Бердібека.

## Історія
Золота доба розквіту Грузії (груз. საქართველოს ოქროს ხანა) тривала у XI—XIII ст. до навали монголів. У 1226 році місто Тбілісі було захоплене останнім правителем Держави Хорезмшахів Джелал ад-Діном (1221–1231). У 1236 році Грузія опинилася під владою монголів, пізніше потрапивши у васальну залежність від Держави Хулагуїдів. У 1327 році грузинський цар Георгій V Блискучий звільнив Східну Грузію від панування ільханів, а в 1229 році цар рушив на західні землі Грузії і захопивши Кутаїсі об'єднав східні та західні території в єдину державу. Місто Тбілісі стало столицею об'єднаної держави. У 1348 році державою поширилась чорна смерть. Спустошені хворобою землі захопили чобаніди під керуванням володара Азербайджану та північно-західного Ірану Меліка Ашрафа (1343–1356). У 1356—1357 роках держава династії чобанідів була знищена  золотоординським ханом Джанібеком. У 1366 році на території Грузії знову поширилась чорна хвороба. У 1386 році місто було захоплене військами Тимура. 

## Дирхам

Карбування у Тифлісі, данг, 1357 (758 р.Г.) Джанібек

Під час походу Джанібека через Тифліс (перс. تیفلیس) на Ширван грузинський цар Давид IX у вигляді «дипломатичного жесту» викарбував подвійний дирхам з ім'ям хана, а згодом з ім'ям його сина Бердібека. На аверсі в подвійному лінійному (середній крапковий) колі 6-кутний картуш у якому легенда в 3 рядки: «Ас-султан справедливий [ім'я хана]».  В сегментах праворуч позначення монетного двору та рік. На реверсі Шагада Ісламу в 3 рядки сформована в чотирикутник: «Немає Бога крім Аллаха і Магомет — пророк його» (араб. أشهد أن لا إله إلا الله وأشهد أن محمدا رسول الله)‎, з боків імена 4 праведних халіфів: Абу-Бакра, Умар ібн аль-Хаттаба,  Осман ібн Аффана та Алі ібн Абу Таліба.